# Anaboarmia inouei
Anaboarmia inouei är en fjärilsart som beskrevs av Dieter Stüning 1987. Anaboarmia inouei ingår i släktet Anaboarmia och familjen mätare. Inga underarter finns listade i Catalogue of Life.